# プランマー病
プランマー病（プランマーびょう、英: Plummer's disease）とは機能性甲状腺腫瘍により甲状腺ホルモンの過剰分泌を来たした病態のこと。

## 診断
- 甲状腺ホルモン
- 下垂体ホルモン、特に甲状腺刺激ホルモン（TSH）
- シンチグラフィー

放射性ヨードによる画像検査。腫瘍におけるヨードの集積、甲状腺の正常部分にヨードが取り込まれない、などの所見が得られる。
- 甲状腺エコー
- CT
- 甲状腺腫瘍生検

## 治療
手術による腫瘍の切除が基本的な治療となる。